# Лункушоара (Сучава)
Лункушоара (рум. Luncușoara) насеље је у Румунији у округу Сучава у општини Удешти. Oпштина се налази на надморској висини од 282 m.

## Становништво
Према подацима из 2002. године у насељу је живело 549 становника, од којих су сви румунске националности.